# 벤조(e)피렌
벤조[e]피렌(영어: benzo[e]pyrene)은 화학식이 C20H12이며, 5개의 벤젠 고리가 결합한 분자이다. 벤조[a]피렌과는 이성질체이다. 벤조[e]피렌은 별다른 발암성이 없다.

## 같이 보기
- 벤조(a)피렌
- 벤젠
- 파이렌